# Златарски сир
Златарски сир је врста масног белог сира која се производи у селима нововарошке општине (делом и у Пријепољу и Сјеници) на подручју планине Златар, омеђене рекама Вељушница, Кладница, Злошница и Милешевка. Од јуна 2013. године, сир је званично заштићен као бренд са географском ознаком порекла у Заводу за заштиту интелектуалне својине Републике Србије.
Традиционално Златарски сир се производио од мешавине крављег и овчијег млека, али данас када је број оваца на Златару све мањи и мањи, скоро искључиво се производи од крављег млека.

## Историја и положај региона у коме се производи
Још у шестом веку се помиње влашки сир који припада групи сирева од меканог теста, распрострањен на подручју Балканског полуострва, Карпата, Јужне Русије и Украјине. Многобројне варијанте у производњи овог типа сира су се развиле и носе назив подручја на коме се производе, као То је и последица климатско-географских услова, навике становништва и посебно номадског начина гајења музних животиња. 
Историја Златарског краја почиње од државе Стефана Немање, Старе Рашке, или Старог Влаха, историјске и географске области на југозападу Србије, која обухвата области северно од реке Лима и источно од Дрине, у сливу Моравице и Увца северно од Сјенице. На западу се Стари Влах граничио са Босном, на југозападу са Херцеговином, на југоистоку са Рашком облашћу, на истоку са Шумадијом, а на северу са Колубарском облашћу.

Први помен имена Стари Влах био је у повељи Стефана Немање манастиру Студеница из 1196. године, којом рашки властелин даје манастиру поклоне у селима и људима. Тамо се, између осталог, каже: 
| „ | ’’От Косова пшеница да доходи о Михољдне… и от Старога Влаха благота (сточни и млечни производи) да доходи о Митровдне… из Зете риба да доходи’’. | ” |

Како се Стари Влах још од средњег века сматрао сточарским подручјем (као најинтезивнијом привредном граном), захваљујући природним условима, историјски гледано овај део Србије често је прелазио из руке у руку различитих освајача и био изложен честим променама етничке структуре услед миграција становништва, што је условило и специфичан друштвено историјски контекст производње Златарског сира на овом подручју.
Стари Влах је планинска регија, препуна пашњацима, што је утицало на то да се становништво претежно бави сточарством. Отуда и потиче име регије – „влах”, од назива за сточара. Данас је ово подручје административно у оквирима Златиборског и Моравичког округа. Обухвата општине Прибој, Пријепоље, Нову Варош, Чајетину, Ужице, Ариље и Ивањицу, као и делове општине Сјенице. 
Ова област која је богата водом, има неколико масива, Златибора и Златара, који географски одређују поделу Старог Влаха на:
- Моравички Стари Влах (обухвата слив Моравице) и Златарски Стари Влах (обухвата Златар)
- Златиборски Стари Влах, који обухвата планину Златибор и Ужице.[5]

## Карактеристике подручја
Карактеристике подручја које утичу на карактеристике млека од кога се производи Златарски сир су: географске одлике подручја и флористички састав и вегетацијска композиција биљног покривача.

### Географске одлике подручје
Производња млека за припрему Златарског сира одвија се на прецизно дефинисаном географском подручју Златиборског округа, о чему произвођачи воде евиденцију. Такође произвођачи су дужни да системом следљивости докажу порекло хране којом хране грла за производњу млека од којег се производи Златарски сир.
Рашчлањеност рељефа
Рашчлањеност рељефа  — Златара на коме се обавлја испаша стоке огледа се кроз вредност која се добија рачунским путем.
ВБМС = (садржај влаге/ укупна маса  — садржај млечне масти) X 100 надморске висине.
Напомена: Висинска разлика од 1.211 м указује на знатну расчлањеност рељефа Златара.
Геолошки састав
Геолошки састав — Златара карактерише највеће распростарањење тријаски седимента заступљених дијабаз рожнацима и кречњачко – доломитском серијом.

### Флористички састав и вегатецијска композиција биљног покривача
Напред наведене географске карактеристике Златара умногоме се одражавају и на флористички састав и вегетацијску композицију биљног покривача. Сама планина је тако постављена да се налази у прелазној зони три биогеографске целине, које су обогаћене пратећом вегетацијом првенствено орогеографски дефинисаном.

## Млеко од ког се производи Златарски сир

### Карактеристике млека
За производњу Златарског сира користи се искључиво свеже, пуномасно кравље млеко, здравих јединки.  Сирово млеко за производњу Златарског сира мора да има, својствен изглед боју и специфичан мирис сировог крављег млека, са квалитативним карактеристикама које су последица особености географског подручја Златар, на коме доминирају:
- високопланински пашњаци који се одликују биљним покривачем који садржи бројне нутритино вредне врсте,

- специфична клима ,

- чисто еколошко окружење.[7]

| Хемијски састав аутохтоног Златарског млека за производњу Златарског сира. | Хемијски састав аутохтоног Златарског млека за производњу Златарског сира. | Хемијски састав аутохтоног Златарског млека за производњу Златарског сира. | Хемијски састав аутохтоног Златарског млека за производњу Златарског сира. | Хемијски састав аутохтоног Златарског млека за производњу Златарског сира. |
| Млечна маст (%)                                                            | Сува материја без масти (%)                                                | Протеини (%)                                                               | Број микроорганизама (цфу/мл)                                              | Извор                                                                      |
| -------------------------------------------------------------------------- | -------------------------------------------------------------------------- | -------------------------------------------------------------------------- | -------------------------------------------------------------------------- | -------------------------------------------------------------------------- |
| 3,2                                                                        | 8,5                                                                        | 3                                                                          | 400 000                                                                    | Остојић и сар. (2000)                                                      |

### Расни састав говеда
Расни састав говеда који је заступљен у производњи млека за израду Златарског сира, чини:
- 90% — домаће шарено говече у типу Сименталца,
- чисти Сименталац,
- Буша,
- говеда Фрзијске расе.[7]

### Исхрана говеда
Током лета стада пасу на планинским пашњацима док се зими примењује шталски начин узгоја. 
Исхрана грла која дају млеко за производњу Златарског сира за време летњег периода примарно се заснива на свежој кабастој храни са пашњака дефинисаног географског подручја Златиборског округа.
Зими се за исхрану стоке користи сено које се сакупља на пашњацима који се налазе на дефинисаном географском подручју. Житарице зоб, јечам, кукуруз дају се током целе године а укупан проценат житарица које се користе у исхрани грла је до 5%. Производња житарица за потребе исхране грла обавља се на властитим газдинствима или је произвођачи купују од других газдинстава са дефинисаног подручја.

## Процес производње
Прерада млека на месту производње
Примарна обрада млека на месту производње значајно утиче на очување карактеристичних својстава млека, јер се оваквим начином избегавају дуга складиштења, транспорт и мешање млека различитог квалитета. Тиме се сва својства млека преносе на Златарски сир, који поприма препознатљиве особине укуса, мириса и изгледе.
Прерада млека на месту производње у Златарски сир може се обављати у домаћинствима и малим млекарским погонима на подручју Златара, као што су фарме, земљорадничке задруге и мале млекаре.
Мужа и филтрирање млека
Процес муже се врши код здравих грла са дефинисаног географског подручја Златара, у јутарњим и вечерњим сатима током целе године. Мужа млека се врши машински или ручно, а процесу муже претходи припрема вимена (прање и дезинфекција).
Одмах након муже млеко се грубо филтрира кроз платнену тканину и сипа у одговарајуће пластичне или емајлиране посуде. 
Подсиривање млека
Подсиривање млека почиње додавањем сирила у количини од око 1,5‐2 мл/л, уз стално мешање како би се постигла хомогензација. Температура млека које се подсирава креће се у распону од  29‐35 °C и одређује се искуствено. Температура просторије у којој се врши подсиравање креће се у распону од 20‐25 °C, а процес подсиравања траје најмање 2 сата. Како би се сачувала температура млека, посуда у којој се врши подсиравање прекрива се платном и умотава дебљом тканином. 
Обрада и цеђење груша
Формиран груш  (жетица) се након сат времена реже унакрсно и оставља да стоји пола сата до сат времена да би се издвојила сурутка. Када се издвоји сурутка груш се пребацује у платнене крпе (грудњаче) и притеже. Након неколико минута поново се пресложе грудњаче, притегну, притисну дрвеним кругом или каменом и оставе да стоје како би се издвојила сурутка
Пресовање и сечење груде сира
Пресовањем се цеди сурутка и обликује груда сира. Маса груша није чврста тако да се у грудњачама дефинише дебљина кришке. Дебљина груша у грудњачама је од 5 cm, а процесом пресовања се своди на 3 cm, што није коначна дебљина кришке Процес пресовања траје 4‐6 сати, а крај пресовања се одређује искуствено. Дужина процеса пресовања је у вези са структуром пресека кришке, односно величином и бројем рупица на пресеку (дужим процесом пресовања добија се чвршћи сир).
Након завршеног процеса пресовања ножем се врши сечење груде на правилне кришке правоугаоног облика и димензија 10‐12 cm x 10‐12 cm, или неправилног облика дебљине 2 до 3 cm. 
Слагање и солење груда
Кришке сира се слажу у пластичну или дрвену амбалажу тако што се прво посоли дно посуде, након чега се наизменично слаже ред сира ред соли. Количина соли која се користи одређује се искуствено. Након слагања сира до врха посуде, на врх се ставља дрвени круг и камен да се сир оптерети  (притегне) или само поклопац, ако се ради о пластичној кантици. Овако припремљен сир се оставља да зри. Кришке морају бити у потопљене у сурутку и несмеју испливати на површину.
Зрење сира
У првим данима зрења сира (које траје најмање 30 дана), процес зрења почиње у просторији чија је температура од 20 до 25 °C. Затим се сир премешта у хладније просторије где се температура креће од 10 до 15 °C. У колико се након 2‐3 дана уочи појава слегања сира врши се одливање сурутке. Потом се врши допуна суда сиром и сурутком.
Нега и складиштење сира
Златарски сир се складишти и чува у дрвеним или пластичним амбалажним јединицама на хладном месту (на приближно 10 °C) заштичен од светлости. Горе описане мере за негу сира спроводе се и током процеса складиштења.

## Својства производа
Златарски сир је меки пуномасни крављи сир у саламури који се производи од сировог крављег млека, чије су кришке правилних димензија дужине 10 до 12 cm и ширине 10 до 12 cm, дебљине 2 до 3 cm и тежине 200 до 300 грама. Кришке могу бити различитог облика што зависи од амбалаже, најчешће су у форми исечка, троугла или четвртастог облика, без оштећења и деформација.
Тесто сира је затворено, и нешто чвршће са малим рупицама. Боја сира је бело-жућкаста а мирис сира је млечно-кисео и јасно изражен. Укуса је карактеристичан умерено слан.
Садржај масти у сувој материји је минимиално 50%, воде у безмасној материји 67%. Садржај кухињске соли је 3,0 до 3,2%.
Зрење сира траје минимум 30 дана, у анаеробним условима у саламури, на хладном месту на температури од 14 до 18 °C.
Доминантна микрофлора златарског сира припада родовима Лактобацилус-а и Стрептококус-а, односно варијететама Л. хелветикус и С. фекалис.
| Хемијски састав аутохтоног Златарског сира | Хемијски састав аутохтоног Златарског сира | Хемијски састав аутохтоног Златарског сира | Хемијски састав аутохтоног Златарског сира | Хемијски састав аутохтоног Златарског сира | Хемијски састав аутохтоног Златарског сира | Хемијски састав аутохтоног Златарског сира |
| Влага (g/100 g)                            | Масти (g/100 g)                            | Масти у сувој материји (g/100 g)           | Протеини (g/100 g)                         | Со (g/100 g)                               | Пепео (g/100 g)                            | Извор                                      |
| ------------------------------------------ | ------------------------------------------ | ------------------------------------------ | ------------------------------------------ | ------------------------------------------ | ------------------------------------------ | ------------------------------------------ |
| 47,20                                      | 28,00                                      | 53,03                                      | 20,26                                      | 3,15                                       | 4,54                                       | Остојић и сар. (2000).                     |

## Ознака географског порекла
Уз финансијску помоћ (у износу од 35.000 швајцарских франака) Владе Швајцарске је 2010. године помогла је да се од 76 најзначајнијих прехрамбених производа из целе Србије, међу којима су и 3 изабрана производа за која је финансирала заштиту географског порекла, што је резултовало елаборатом о заштити Географских ознака порекла златарског сира. На основу овог елабората у јуну 2013. године у Заводу за заштиту интелектуалне својине званично је заштићена географска ознака порекла златарског сира, као...
| „ | ...колективни жиг заштите, што подразумева да сви произвођачи традиционалног златарског сира са територије дефинисане елеборатом могу бити потенцијални корисници имена порекла златарског сира...односно...само лица којима је признат статус овлашћених корисника имена порекла и која су уписана у Регистар овлашћених корисника имена порекла у Заводу за интелектуалну својину. | ” |

## Попис села у којима се производи Златарски сир
| Општина             | Села |
| ------------------- | --- |
| Нововарошка општина | Акмачићи, Амиџићи, Божетићи, Брдо, Буковик, Дебеља, Дражевићи, Дрмановићи, Горње Трудово, Комарани, Љепојевићи, Мишевићи, Радијевићи, Тисовица, Трудово, Вилови и Штитково. |
| Пријепољска општина | Косатица, Правошево, Бискупићи, Мушковина, Медјани, Аљиновићи. |
| Сјеничка општина    | Горње Лопиже и Доње Горачиће. |

## Златарска сиријада
Инспирисани овим сиром мештани Златара основали су манифестацију локалног карактера —  Златарска сиријада, која је први пут одржана је 12. јула 1997. године у Булатовићима, на фарми земљорадничке задруге из Нове Вароши. Нема писаних трагова о учесницима, али је по сећању организатора било око двадесетак такмичара - произвођача златарског сира. Од тада Златарска сиријада се традиционално одржава сваке године на Велику Госпојину 28. августа у селу Божетићи.
Циљ манифестације је привлачење великог броја посетиоци и туриста, како би се на њој претставио и Златарски сир као један од водећих пољопривредних производа овог региона, и тако омогућио његов што већи пласман на тржиштима Србије и других земаља.